# Homoeocera staminea
Homoeocera staminea là một loài bướm đêm thuộc phân họ Arctiinae, họ Erebidae.